# Мартін Шорт
Мартін Гейтер Шорт (англ. Martin Hayter Short, нар. 26 березня 1950) — канадський актор, комік, сценарист, співак і продюсер. Найбільш відомий своїми комедійними ролями на телебаченні, в тому числі по виступах в шоу «Суботнього вечора в прямому ефірі». У 2015 році Шорт почав гастролювати по всій країні разом з колегою-коміком Стівом Мартіном. У 2018 році вони випустили спеціальну програму для Netflix «Вечір, який ви забудете на все життя», за яку отримали три номінації на премію «Еммі» в прайм-тайм. 
З 2021 року разом із Мартіном і Селеною Гомес знімається в комедійному серіалі «У цьому будинку лише вбивства». За свою гру він отримав номінації на премію «Еммі», «Золотий глобус», премію Гільдії кіноакторів США та телевізійну премію «Вибір критиків».

## Фільмографія

### Фільми
| Рік  |    | Українська назва                           | Оригінальна назва                           | Роль                                           |
| ---- | -- | ------------------------------------------ | ------------------------------------------- | ---------------------------------------------- |
| 2020 | мф | Віллоби                                    | The Willoughbys                             | Батько Віллобів                                |
| 2019 | мф | Родина Адамсів                             | The Addams Family                           | дід Фрумп                                      |
| 2018 | мф | Еліот: Самий маленький олень               | Elliot the Littlest Reindeer                |                                                |
| 2014 | ф  | Вроджена вада                              | Inherent Vice                               | Руді Блатнойд                                  |
| 2013 | мф | Легенди країни Оз: Повернення Дороті       | Legends of Oz: Dorothy's Return             | Оцінювач / Блазень                             |
| 2012 | мф | Франкенвіні                                | Frankenweenie                               | Віктор Франкенштейн                            |
| 2012 | мф | Мадагаскар 3                               | Madagascar 3: Europe's Most Wanted          | Стефано                                        |
| 2011 | мф |                                            | Hoodwinked Too! Hood vs. Evil               | Кірк                                           |
| 2008 | ф  | Спайдервік: Хроніки                        | The Spiderwick Chronicles                   | Тімблтек                                       |
| 2006 | ф  | Санта Клаус 3                              | The Santa Clause 3: The Escape Clause       | Джек Фрост                                     |
| 2006 | мф | Король Слон                                | Khan Kluay                                  | Джей                                           |
| 2004 | ф  | Джиміні Глік в Ля-ля-вуді                  | Jiminy Glick in Lalawood                    | Джиміні Глік/ Девід Лінч                       |
| 2004 | мф | Барбі в образі принцеси та жебрачки        | Barbie as the Princess and the Pauper       | Премінгер                                      |
| 2003 | мф | 101 далматинець 2: Пригоди Патча у Лондоні | 101 Dalmatians II: Patch's London Adventure | Ларс                                           |
| 2002 | мф | Планета скарбів                            | Treasure Planet                             | B.E.N.-J.A.M.I.N. (робот Бен)                  |
| 2001 | мф | Джиммі Нейтрон: Геніальний хлопчик         | Jimmy Neutron: Boy Genius                   | Облар                                          |
| 2001 | ф  | Вірус кохання                              | Get Over It                                 | Доктор Десмонд Форрест                         |
| 1999 | ф  | Мамфорд                                    | Mumford                                     | Лайонел Ділард                                 |
| 1998 | ф  |                                            | Akbar's Adventure Tours                     | Акбар                                          |
| 1998 | мф | Принц Єгипту                               | The Prince of Egypt                         | Уї (у фільмі — Гой)                            |
| 1997 | ф  | З джунглів у джунглі                       | Jungle 2 Jungle                             | Річард Кемпстер                                |
| 1996 | ф  | Марс атакує!                               | Mars Attacks!                               | Джеррі Росс (секретар президента)              |
| 1995 | ф  | Батько нареченої 2                         | Father of the Bride Part II                 | Френк Еггельгоффер                             |
| 1995 | мф | Галька і пінгвін                           | The Pebble and the Penguin                  |                                                |
| 1994 | ф  | Кліффорд                                   | Clifford                                    | Кліффорд Деніелс                               |
| 1993 | мф | Ми повернулися! Історія динозаврів         | We're Back! A Dinosaur's Story              |                                                |
| 1992 | ф  | Капітан Рон                                | Captain Ron                                 | Мартін Гарвей                                  |
| 1991 | ф  | Батько нареченої                           | Father of the Bride                         | Френк Еггельгоффер                             |
| 1991 | ф  | Невдахи                                    | Pure Luck                                   | Юджин Проктор                                  |
| 1989 | ф  | Велика картина                             | The Big Picture                             | Ніл Сассман, агент Ніка (в титрах не вказаний) |
| 1989 | ф  | Три втікача                                | Three Fugitives                             | Нед Перрі                                      |
| 1987 | ф  | Через моє серце                            | Cross My Heart                              | Девід Морган                                   |
| 1987 | ф  | Внутрішній космос                          | Innerspace                                  | Джек Паттер                                    |
| 1986 | ф  | Троє амігос                                | Three Amigos!                               | Нед Недерландер                                |
| 1979 | ф  | Втратити й знайти                          | Lost and Found                              | Енгел                                          |

### Телесеріали
- Доля Салему (мінісеріал, 1979)
- Вбивства в одній будівлі (2021) — Олівер Патнем

### Відеоігри
| Рік  | Назва           | Роль   |
| ---- | --------------- | ------ |
| 1996 | Creature Crunch | Веслі  |
| 2002 | Treasure Planet | B.E.N. |